# 南櫻井站 (埼玉縣)

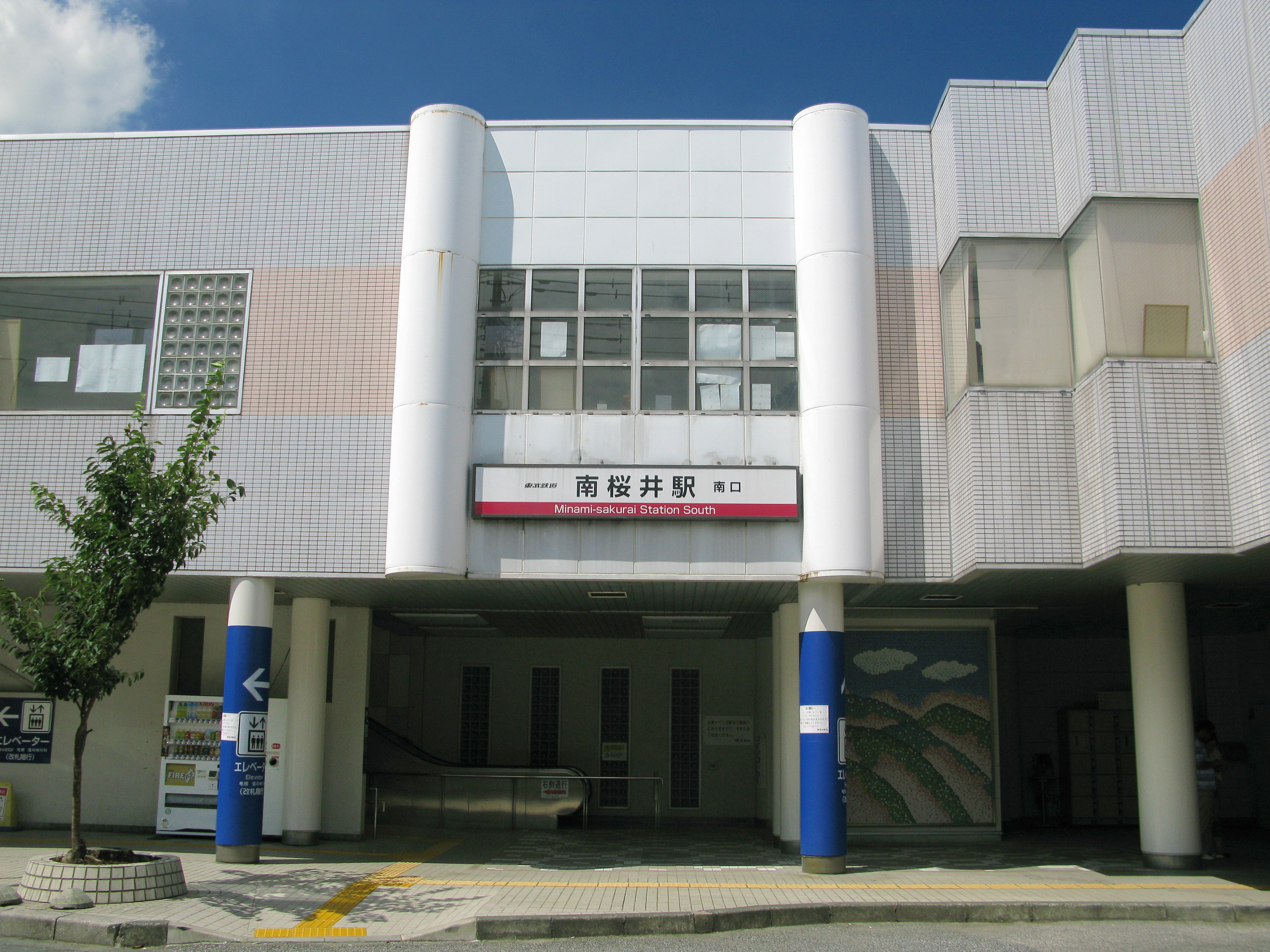
南口（2012年8月）

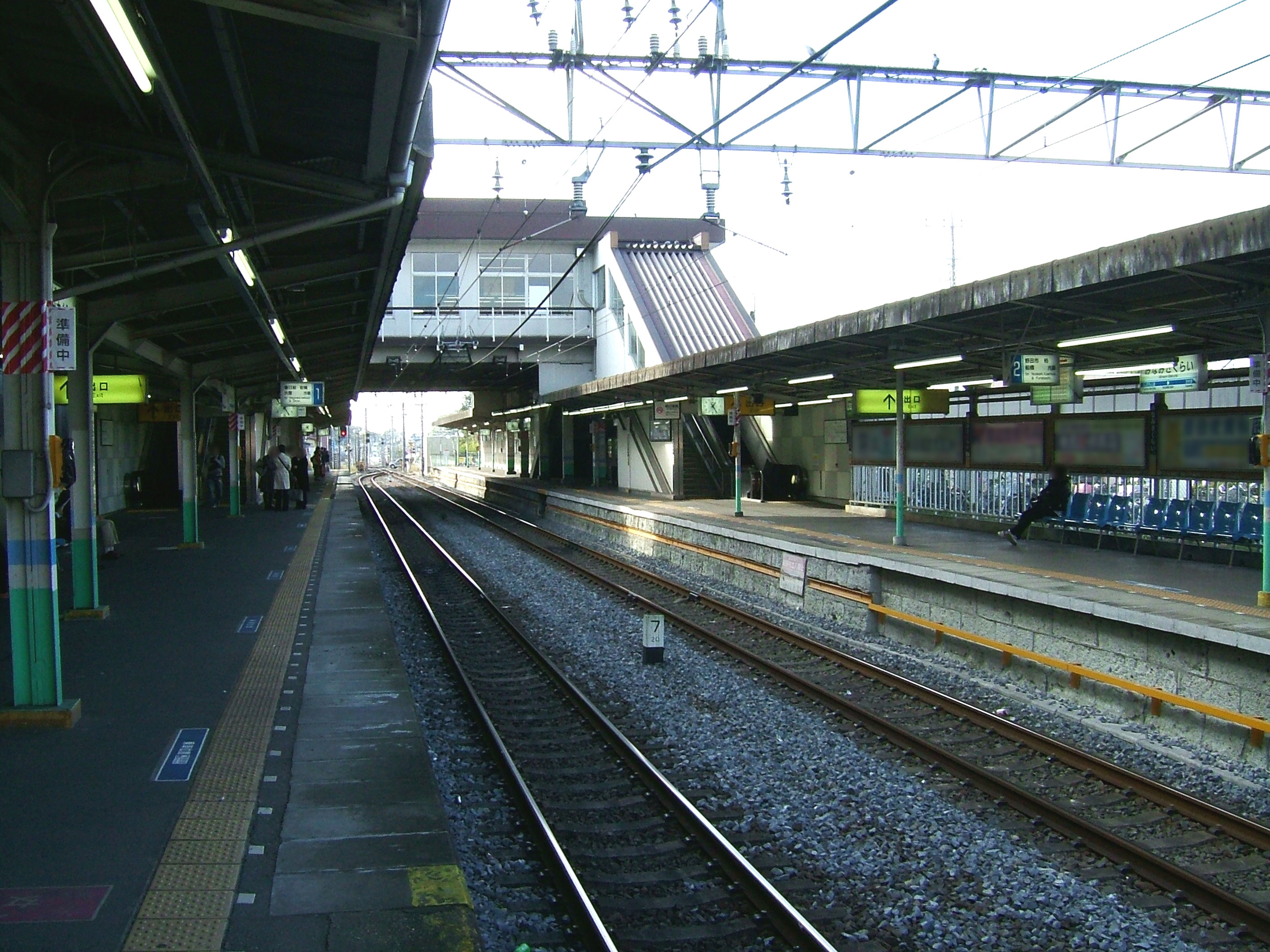
月台（2008年11月）

南櫻井站（日语：／ Minami-Sakurai eki */?），位於日本埼玉縣春日部市米島，是東武鐵道野田線（東武都市公園線）的鐵路車站。車站編號是TD 12。
此站是埼玉縣內的東武野田線車站當中最東面的車站。

## 車站結構
側式月台2面2線地面車站，設有跨站式站房。閘機層與月台、北口、南口各自以升降機、扶手電梯聯絡。

### 月台配置
| 月台 | 路線           | 方向 | 目的地                 |
| ---- | -------------- | ---- | ---------------------- |
| 1    | 東武都市公園線 | 上行 | 春日部、岩槻、大宮方向 |
| 2    | 東武都市公園線 | 下行 | 野田市、柏、船橋方向   |

## 使用情況
2016年度1日平均上下車人次為14,798人。
近年1日平均上下車人次的推移如下表｡
| 年度               | 1日平均 上下車人次 |
| ------------------ | ------------------ |
| 1997年（平成09年） | 19,662             |
| 1998年（平成10年） | 19,019             |
| 1999年（平成11年） | 18,687             |
| 2000年（平成12年） | 18,436             |
| 2001年（平成13年） | 17,694             |
| 2002年（平成14年） | 16,892             |
| 2003年（平成15年） | 16,499             |
| 2004年（平成16年） | 15,981             |
| 2005年（平成17年） | 15,810             |
| 2006年（平成18年） | 15,951             |
| 2007年（平成19年） | 16,055             |
| 2008年（平成20年） | 16,012             |
| 2009年（平成21年） | 15,457             |
| 2010年（平成22年） | 15,347             |
| 2011年（平成23年） | 15,143             |
| 2012年（平成24年） | 15,289             |
| 2013年（平成25年） | 15,271             |
| 2014年（平成26年） | 14,793             |
| 2015年（平成27年） | 14,937             |
| 2016年（平成28年） | 14,798             |

## 相鄰車站
東武鐵道
 東武都市公園線
- ■特急「都市公園Liner」停靠站

■急行、■普通
藤之牛島（TD 11）－南櫻井（TD 12）－川間（TD 13）
南櫻井－川間之間曾經存在武州川邊站，1950年（昭和25年）7月4日廢除。

## 外部連結
- 南櫻井（車站資訊） - 東武鐵道